# سیارک ۱۲۵۰۹
سیارک ۱۲۵۰۹ (به انگلیسی: 12509 Pathak، نامگذاری:1998FY117) دوازده هزار و پانصد و نهمین سیارک کشف شده‌است که در ۳۱ مارس ۱۹۹۸ کشف شد.
قدر مطلق سیارک برابر ۱۴.۱ است.